# Cova Obscura
La Cova Obscura és una cova que pertany al municipi d'Atzeneta del Maestrat (Alcalatén). És considerat Lloc d'Interés Comunitari per la Generalitat Valenciana.
Té una superfície d'una hectàrea i és una cova de gran interés com a refugi per a rats penats, sent la quarta en importància al País Valencià com a refugi de l'espècie Myotis emarginatus.
Hàbitats i espècies destacables s'han indicat en la cavitat Rhinolophus mehelyi, Rhinolophus ferrumequinum, Myotis emraginatius, Myotis nattereri i Miniopterus schreibersii.